# IC 290
IC 290 — галактика типу Sb (компактна витягнута галактика) у сузір'ї Персей.
Цей об'єкт міститься в оригінальній редакції індексного каталогу.